# Matt Cohler
Matt Cohler (sinh ngày 27 tháng 3 năm 1977) là một nhà đầu tư mạo hiểm người Mỹ có trụ sở tại thung lũng Silicon. Ông đã từng là phó chủ tịch phụ trách sản phẩm của Facebook cho tới tháng 6 năm 2008 và hiện tại là một cổ đông của Benchmark Capital.
Cohler là một trong năm nhân viên đầu tiên được Facebook thuê và làm việc trong suốt nhiều giai đoạn phát triển bị chỉ trích của nó. Ông tiếp tục làm việc với vai trò "cố vấn đặc biệt" của CEO Mark Zuckerberg. Trước khi đến với Facebook, Cohler đã từng là phó chủ tịch quản lý chung của LinkedIn và là một thành viên của nhóm sáng lập. Tại LinkedIn, Cohler đã từng được xem là cánh tay phải của CEO Reid Hoffman. Cohler cũng đã làm việc tại Trung Quốc, từng là chuyên viên quản lý của McKinsey & Company, và là một nhạc sĩ nhạc jazz tại châu Âu.